# 各年の東ティモールの一覧

東ティモールの国旗

各年の東ティモールの一覧（かくねんのひがしティモールのいちらん）は、東ティモールの各年ごとの記事の一覧。この一覧では東ティモールの各年ごとの記事の他、各世紀と各年代、東ティモールの各分野における各年ごとの記事についても取り扱う。

## 一覧

### 21世紀
- 2000年代
  - 2002年の東ティモール（英語版） 2008年の東ティモール（英語版）
- 2010年代
  - 2015年の東ティモール（英語版）
- 2020年代
  - 2020年の東ティモール（英語版）